# Садко (харонський кратер)
Садко (англ. Sadko) — кратер на Хароні — супутнику Плутона. Діаметр ≈ 28 км. Його було названо 11 квітня 2018 року МАСом на честь Садка — героя билин новогородського циклу.